# Wikipedia în norvegiană
Wikipedia în norvegiană (Wikipedia på norsk) este versiunea Wikipediei în limba norvegiană. Ea constă în două ediții, una cu articole scrise în bokmål sau Riksmål și alta scrisă în nynorsk. 

## Cronologie
- Norsk Wikipedia a fost lansată pe 26 noiembrie 2001.
- Nynorsk Wikipedia — o variantă în norvegiana nynorsk, a fost lansată pe 31 iulie 2004.
- Norsk Wikipedia på bokmål og riksmål — o wikipedie în norvegiană bokmål și norvegiană riksmål — a fost lansată în 2005, ca rezultat al migrării wikipediei nynorsk spre un sub-domeniu separat, iar Norsk Wikipedia a fost redenumită.